# Coeleumenes burmanicus
Coeleumenes burmanicus är en stekelart som först beskrevs av Charles Thomas Bingham 1897.  Coeleumenes burmanicus ingår i släktet Coeleumenes och familjen Eumenidae. Inga underarter finns listade i Catalogue of Life.